# Sainte-Marie (Alti Pirenei)
Sainte-Marie è un comune francese di 31 abitanti situato nel dipartimento degli Alti Pirenei nella regione dell'Occitania.

## Società

### Evoluzione demografica
Abitanti censiti